# Drumontiana
Drumontiana is een kevergeslacht uit de familie van de boktorren (Cerambycidae). De wetenschappelijke naam van het geslacht werd voor het eerst geldig gepubliceerd in 2001 door Danilevsky.

## Soorten
Drumontiana omvat de volgende soorten:
- Drumontiana amplipennis (Gressitt, 1939)
- Drumontiana costata Komiya & Niisato, 2007
- Drumontiana dentata Komiya & Niisato, 2007
- Drumontiana francottei Komiya & Niisato, 2007
- Drumontiana lacordairei (Semenov, 1927)
- Drumontiana nakamurai Komiya & Niisato, 2007